# Горная (Гомельская область)
Горная (транс.: Hornaja; бел. Го́рная; до 30 июля 1964 года — Часовня) — деревня в Барбаровском сельсовете Мозырского района Гомельской области Республики Беларусь.

## География

### Расположение
В 30 км на юго-восток от Мозыря, от железнодорожной станции Мозырь (на линии Калинковичи — Овруч), 121 км от Гомеля.

## Транспортная сеть
Транспортные связи по автодороге Гомель — Лунинец, затем автомобильной дороге Мозырь — Наровля. Планировка состоит из короткой широтной улицы, застроенной деревянными крестьянскими усадьбами.

## Этимология
В разное время деревня называлась — Петропавловская Слобода, Каплица (Часовня), Горная…
Легенда рассказывает: из-под горы течёт криничка с очень вкусной водой. В здешних землях много известняков, которые очищают воду, придают ей особый вкус. О кринице знали люди близлежащих деревень, часто пользовались ею, воду считали святой. Однажды рядом с криницей обнаружили икону с изображением двух святых. Служители церкви нашли в изображении на иконе двух православных святых, Петра и Павла. Возле криницы построили часовню (на бел. яз. каплица), позже перестроили её в церковь, назвав Петропавловская. Это же название стало официальным для поселения, хотя долго ещё люди называли своё поселение Каплицей. Церковь была разрушена в 30-х годах ХХ ст. Колодец на месте криницы сохранился.
И еще один топоним, Горная, свидетельствует о том, что деревня расположена в долине между двумя крутыми холмами Мозырской гряды. Название Горная присвоено Указом Президиума Верховного Совета БССР 30 июля 1964 года.

## История
Основана в начале XX века переселенцами из соседних деревень.
В 1870 г. в Петропавловской Слободе насчитывалось 27 жителей, в 1924 г. — 30 дворов, 158 человек населения. В годы коллективизации организован колхоз имени Ворошилова, первым председателем его был И. В. Макаревич.
Также в 1930-е гг. действовала начальная школа, затем была преобразована в 7-летнюю (в 1935 году — 248 учеников).
В 1931 году жители вступили в колхоз.
В Великой Отечественной войне участвовало 30 человек, 15 жителей деревни погибли на фронте.
После войны несколько лет в деревне был отдельный колхоз, затем — бригада объединённого хозяйства «Серп и Молот» (центр — д. Барбаров), животноводческая ферма. Неподалёку действовал кирпичный завод.
Согласно переписи 1959 года в составе колхоза «Серп и молот» (центр — деревня Барбаров), с 2000 года входит в состав государственного предприятия совхоза-комбината «Заря».

## Население

### Численность
- 2022 год — 5 жителей.

### Динамика
- 1870 год — 27 жителей.
- 1924 год — 30 дворов, 158 жителей.
- 1925 год — 17 дворов.
- 1959 год — 94 жителя (согласно переписи).
- 2004 год — 9 хозяйств, 13 жителей.
- 2022 год — 5 жителей[3].